# Annette Warren
Annette Warren (* 11. Juli 1922 in Cleveland, Ohio) ist eine US-amerikanische Sängerin. Bekanntheit erlangte sie als Gesangsdouble von Filmstars wie Ava Gardner und Lucille Ball.

## Leben
Annette Warren wurde 1922 in Cleveland geboren. Der Jazzmusiker Phil Moore entdeckte sie 1945 und engagierte ihre ersten Aufnahmen. Am 4. Oktober 1946 gab Warren ihr Debüt im Radio in der von Meredith Willson moderierten Sendung Sparkle Time. Anschließend ganz sie Konzerte in den Vereinigten Staaten sowie in London. Es folgten Bühnenauftritte in Stücken wie Die Dreigroschenoper an der Seite von Jerry Orbach, Ed Asner und Beatrice Arthur. Zudem war Warren in den folgenden Jahren als Gaststar in mehreren Fernsehshows zu sehen.
1947 gab Annette Warren ihr Debüt als Gesangsdouble in der Kriminalkomödie Angelockt. 1949 und 1950 übernahm sie zweimal den Gesangsteil von Lucille Ball in den Filmen Der besiegte Geizhals und Der Graf von Mexiko. 1951 sang sie für Ava Gardner die Lieder Cant Help Lovin’ Dat Man und Bill in dem Musikfilm Mississippi-Melodie. Ihre einzige Schauspielrolle in einem Spielfilm übernahm Warren 1949 als Frances in The Devil’s Sleep , in dem sie ebenfalls einen Gesangsauftritt hatte. Sie blieb jedoch im Abspann ungenannt. 1951 sprach und sang Warren alle weiblichen Charaktere in dem Zeichentrick-Kurzfilm Rooty Toot Toot, der 1952 für einen Oscar als bester animierter Kurzfilm nominiert wurde.
Im Verlauf ihrer Karriere veröffentlichte Warren Alben unter Labeln wie Capitol Records, Verve Records und ABC Records. Sie trat zudem mit ihrem als Jazzpianisten tätigen Mann Paul Smith auf, mit dem sie bis zu dessen Tod im Jahr 2013 verheiratet blieb. Warren blieb bis ins hohe Alter aktiv und trat bei Konzerten sowie in Musicals auf. Am 24. April 2016 absolvierte sie im Alter von 93 Jahren ein Solokonzert unter dem Titel I Ain’t Done Yet im Warner Grand Theatre in Los Angeles. Am 28. März 2017 folgte ein Auftritt der damals 94-jährigen im New Yorker Kabarett und Restaurant Feinstein’s/54 Below im Gebäude des früheren Studio 54.
Im Juli 2022 feierte Annette Warren ihren hundertsten Geburtstag.

## Filmografie (Auswahl)
- 1947: Angelockt (Lured; Gesangsdouble für Ethelreda Leopold)
- 1948: Sein Engel mit den zwei Pistolen (The Paleface; Gesangsdouble für Iris Adrian)
- 1949: The Devil’s Sleep
- 1949: Der besiegte Geizhals (Sorrowful Jones; Gesangsdouble für Lucille Ball)
- 1950: Der Graf von Mexiko (Fancy Pants; Gesangsdouble für Lucille Ball)
- 1951: Rooty Toot Toot (Zeichentrickfilm; Synchronstimme)
- 1951: Mississippi-Melodie (Show Boat; Gesangsdouble für Ava Gardner)
- 1951: Der Seewolf von Barracuda (The Sea Hornet; Gesangsdouble für Lorna Gray)